# CardDAV
CardDAV – protokół internetowy w architekturze klient/serwer oparty na protokole HTTP. Protokół ten został zaprojektowany do wymiany, zarządzania oraz przechowywania książki adresowej na serwerze. Protokół CardDAV został zaproponowany przez IETF oraz opublikowany w dokumencie RFC 6352 ↓ w sierpniu 2011 roku.
Protokół ten bazuje na protokole WebDAV, który bezpośrednio korzysta z protokołu HTTP. CardDAV wykorzystuje także vCard do przesyłania danych kontaktów.